# Tichý potok (zdrojnice Belé)
Tichý potok je potok v Západních Tatrách na Slovensku, který odvodňuje Tichou dolinu. Je to pravá zdrojnice Belé. Je dlouhý 16 km. Název potoka je pravděpodobně odvozen od jeho tichého a klidného toku, na rozdíl od bouřlivé a zpěněné Belé.

## Průběh toku
Vzniká soutokem dvou hlavních zdrojnic, Kamenné Tiché přitékající zpod Svinice (2301,0 m) a Zadné Tiché pramenící pod Hladkým sedlem (1993,4 m) severně od sedla Závory v nadmořské výšce 1980 m. Od jejich soutoku protéká nejprve na západ zalesněnou Tichou dolinou. Postupně přibírá velké množství přítoků, a to zprava zpod hlavního hřebene Červených vrchů a zleva zpod Veľké kopy (2052,4 m) a značně rozšiřuje své koryto. Postupně sa stáčí na jihozápad, zprava (1181,7 m) z Javorového žľabu přibírá Tomanovský potok, na kterém se nachází Tomanovský vodopád a významný přítok zleva ze Španej doliny. Poté se tok otáčí více na jih, z mnoha přítoků jsou nejvýznamnější Hlina zprava a Kôprovnica zleva. V blízkosti osady Tichá se spojuje s Kôprovským potokem, který přitéká zleva (976,8 m) a vytváří řeku Belá.

### Přítoky
- zprava – čtyři přítoky ze svahu pod Ľaliovým sedlem a Kasprovým vrchem, Tomanov potok, Hlina, přítok ze Suchého žľabu, Granátový potok,
- zleva - Veľký Licierov potok,[5] Malý Licierov potok, Licierov jarok, Magurský jarok, Špania voda, Pitná voda, dva přítoky ze svahu Malé Brdárové grapy, Kôprovnica, Skrytý jarok, Krížny potok.

## Vodní režim
Řeka má charakter horské bystřiny v Západních Tatrách, která odděluje geomorfologické části Červené vrchy a Liptovské Tatry na pravém břehu od Liptovských kop na levém břehu. Spolu s Kôprovským potokem je zdrojnicí Belé. Je typicky vysokohorským typem vodního toku s maximálními průtoky v květnu a červnu a s minimálními v lednu a únoru.

## Využití
Za velké vody je sjízdný od hájovny.